# Coriolopsis burchellii
Coriolopsis burchellii är en svampart som först beskrevs av Berk. ex Cooke, och fick sitt nu gällande namn av Leif Ryvarden 1988. Coriolopsis burchellii ingår i släktet Coriolopsis och familjen Polyporaceae.   Inga underarter finns listade i Catalogue of Life.